# Lederhosenfilm
Unter Lederhosenfilm versteht man einen Erotikfilm aus deutschsprachiger Produktion, der im ländlichen, alpinen Milieu spielt. Die Bezeichnung wird als Sammelbegriff für deutsche und österreichische Erotikkomödien verwendet, die vor allem in den 1970er und frühen 1980er Jahren gedreht wurden.
Die Filme stehen in der Tradition von deftigen Komödien des Bauerntheaters und zahlreichen derben, in alpenländischer Umgebung spielenden Filmkomödien wie Ehestreik (1935 und 1953), Weiberregiment (1936), Das sündige Dorf  (1940), Das sündige Dorf (1954), Die Nacht ohne Moral (1953) oder Zwei Bayern im Harem (1957).
Wie bei diesen Vorbildern lebt auch die Komik der Lederhosenfilme vom Missverhältnis zwischen äußerlicher Sittsamkeit und überbordender Triebhaftigkeit der Hauptfiguren. Dem anstandsvollen Auftrumpfen in der Öffentlichkeit stehen das heimliche Techtelmechtel, das Kammerfensterln und das Bemühen, sich nicht erwischen zu lassen, gegenüber. Neu war bei den Lederhosenfilmen aber die im Zuge der Sexwelle entstandene Freizügigkeit.
Lederhosenfilme haben häufig eine selbstironische Brechung und spielen zum Teil mit Klischees aus den Heimatfilmen. Beispiele sind die siebenteilige Reihe des Regisseurs Franz Marischka Liebesgrüße aus der Lederhose, die Filmreihe Laß jucken, Kumpel (die im Kumpelmilieu des Ruhrpotts spielt) oder die Josefine-Mutzenbacher-Filme, die jedoch mit dem Originalroman von Felix Salten nicht viel zu tun hatten. Lederhosenfilme waren häufig Billigproduktionen, aber an der Kinokasse zumeist überaus erfolgreich. Die Ära der Lederhosenfilme endete, als der Schauplatz von Sexfilmen mehr in mediterrane oder exotische Gegenden verlegt wurde.
Eine „zweite Blüte“ erlebten die Filme durch die zahlreichen Wiederholungen im Privatfernsehen der 1980/1990er Jahre in Verbindung mit der Ausstrahlung von Stücken aus dem Theaterstadl Peter Steiners, der bekannter Schauspieler der Lederhosenfilme war.
Wichtige Regisseure von Filmen dieses Genres waren: Franz Marischka, Franz Antel, Alois Brummer, Jürgen Enz, Franz Josef Gottlieb, Siggi Götz, Gunter Otto.
Ein wesentlicher Produzent war Karl Spiehs mit seiner Münchner Lisa Film.
Dieses Genre wurde seit den 1990er Jahren auch vom Pornofilm entdeckt und weiterverarbeitet.

## Filme (Auswahl)
- 1969: Die liebestollen Dirndl von Tirol
- 1969: Liebe durch die Hintertür
- 1973–1990: Liebesgrüße aus der Lederhose (7 Teile)
- 1973: Geh, zieh dein Dirndl aus
- 1973: Unterm Dirndl wird gejodelt
- 1974: Ob Dirndl oder Lederhos’ – gejodelt wird ganz wild drauf los
- 1974: Alpenglüh’n im Dirndlrock
- 1974: Beim Jodeln juckt die Lederhose
- 1974: Jodeln is ka Sünd
- 1974: Wo der Wildbach durch das Höschen rauscht
- 1974: Ach jodel mir noch einen (Alt.: Stoßtrupp Venus bläst zum Angriff)
- 1974: Wenn die prallen Möpse hüpfen (Alt.: Gejodelt wird im Unterhöschen)
- 1974: Zwei Kumpel auf der Alm
- 1974: Wo der Wildbach durchs Höschen rauscht
- 1974: Auf der Alm da gibt’s koa Sünd
- 1974: Hey Marie, ich brauch mehr Schlaf
- 1975: Drei Oberbayern auf Dirndljagd
- 1975: Mei Hos’ ist in Heidelberg geblieben
- 1976: Was treibt die Maus im Badehaus?
- 1977: Gaudi in der Lederhose
- 1977: Drei Schwedinnen in Oberbayern
- 1977: Nackt und keß am Königsee
- 1978: Hurra, die Schwedinnen sind da
- 1978: Zwei Kumpel in Tirol
- 1978: Das Liebeshotel in Tirol
- 1978: Das Wirtshaus der sündigen Töchter
- 1979: Kohlpiesels Töchter
- 1979: Graf Dracula (beisst jetzt) in Oberbayern
- 1979: Zwei Däninnen in Lederhosen
- 1979: Zum Gasthof der spritzigen Mädchen
- 1980: Der Kurpfuscher und seine fixen Töchter
- 1980: Drei Lederhosen in St. Tropez
- 1981: Drei Dirndl in Paris
- 1981: Kursaison für scharfe Kumpel
- 1982: Die liebestollen Lederhosen
- 1982: Eine Mutter namens Waldemar
- 1982: Waidmannsheil im Spitzenhöschen